# Docynia
Docynia es un género de plantas fanerógamas con dos especies, perteneciente a la familia de las rosáceas.

## Descripción
Es un  árbol de hoja perenne o semi-perenne. Sus hojas son simples, alternas, y con estípulas, y las flores poco pedunculadas. Docynia se reproduce después de la polinización por insectos. El fruto es un pomo.

## Taxonomía
Docynia fue descrito por Joseph Decaisne y publicado en Nouvelles Annales du Museum d'Histoire Naturelle 10: 125, 131, en el año 1874. La especie tipo es: Docynia indica (Wall.) Decne. 

## Especies aceptadas
A continuación se brinda un listado de las especies del género Docynia aceptadas hasta octubre de 2014, ordenadas alfabéticamente. Para cada una se indica el nombre binomial seguido del autor, abreviado según las convenciones y usos.	
- Docynia delavayi (Franch.) C.K. Schneid.
- Docynia indica (Wall.) Decne.